# Ischalea
Genre
Ischalea est un genre d'araignées aranéomorphes de la famille des Desidae.

## Distribution
Les espèces de ce genre se rencontrent en Nouvelle-Zélande, à Madagascar et à l'île Maurice.

## Liste des espèces
Selon World Spider Catalog (version 18.5, 17/11/2017) :
- Ischalea incerta (O. Pickard-Cambridge, 1877)
- Ischalea longiceps Simon, 1898
- Ischalea spinipes L. Koch, 1872

## Publication originale
- L. Koch, 1872 : Die Arachniden Australiens. Nürnberg, vol. 1, p. 105-368 (texte intégral).